# 沼沢地の戦い
沼沢地の戦い（しょうたくちのたたかい）は、イラン・イラク戦争中、イラン軍によるイラク・バスラに対する複数の戦いである。

## ハウイザ湿原正面
イランは、第5次ヴァル・ファジュル作戦を発動。国軍第92機甲師団、革命防衛隊、バスィージ合計250,000人からなる大攻勢作戦となった。通過困難とみられたハウイザ湿原を突破してバスラ街道を遮断しようと企図し、イラン軍は奇襲に成功した。マジヌーン島を守備するイラク軍は航空支援や化学剤攻撃支援を受けたが、狂信的波状攻撃を受け止めることができず、同島から撤退した。
マジヌーン島の占領に成功したイラン軍は2月22日にヘイバル作戦に移行した。

## バスラ正面
イラク軍はバスラ防衛の為、チグリス川とシャッタルアラブ川が合流しシャッタルアラブ川になる位置にあるアル・クルナの南東30km、バスラからみて東に10kmの地点にある10,000平方メートルにおよぶ大湿原を改造してイラン軍の進攻を阻止できる障害を構築することを構想した。

### 人造湖
イラク軍はその優れた工兵技術をもって、上記の湿原の大改造を開始した。もともと不毛の地であったため（もっとも、過去には灌漑されたこともあった）同地を有効利用しようと1977年頃から魚養殖用人造湖（これを魚の湖と呼ぶ）が建設されることとなった。しかし、実際は産業目的では無く防衛用水壕であった。
第1期工事は1981年4月までに終了しており、幅（東西）1.2km〜2.0km、長さ（南北）20〜30km、水深3mの水壕が完成しシャッタルアラブ川から水を引いた。同壕を満水にする為に給排水ポンプ4基が設置されているのが、アメリカの衛星画像で判明した。
1982年にはバスラをめぐる戦闘が生起し、この水壕は遺憾なくその能力を発揮した。その後、2本の水路が追加された。1本はホッラムシャフルに向けて伸び、もう1本は幅2kmの広い堀で北方向へ伸ばした。この工事はイラン軍の砲撃の下で忍耐強く推進され、4億立方トンを掘削し、1984年1月には幅10km、長さ50kmの大人造湖が完成した。費用は10億ドル以上が費やされた。

### 魚の湖の戦闘
詳細はカルバラ第5号作戦を参照。